# Диплатинатрикальций
Диплатинатрикальций — бинарное неорганическое соединение
платины и кальция
с формулой Ca3Pt2,
кристаллы.

## Получение
- Прямая реакция стехиометрических количеств чистых веществ, взятых в виде спрессованного порошка, в атмосфере аргона в герметичном молибденовом тигле при 975°C[1]:

{\displaystyle {\mathsf {2Pt+3Ca\ {\xrightarrow {975^{o}C}}\ Ca_{3}Pt_{2}}}}

## Физические свойства
Диплатинатрикальций образует кристаллы тригональной сингонии, пространственная группа R 3, параметры ячейки a = 0,8786 нм, c = 1,6786 нм, Z = 9, структура типа диникельтриэрбия Er3Ni2.
Соединение образуется по перитектической реакции при температуре 975°С .